# (6695) Barrettduff
(6695) Barrettduff (1986 PD1) – planetoida z grupy pasa głównego asteroid okrążająca Słońce w ciągu 4,22 lat w średniej odległości 2,61 j.a. Odkryta 1 sierpnia 1986 roku.